# St. Clemens (Drolshagen)

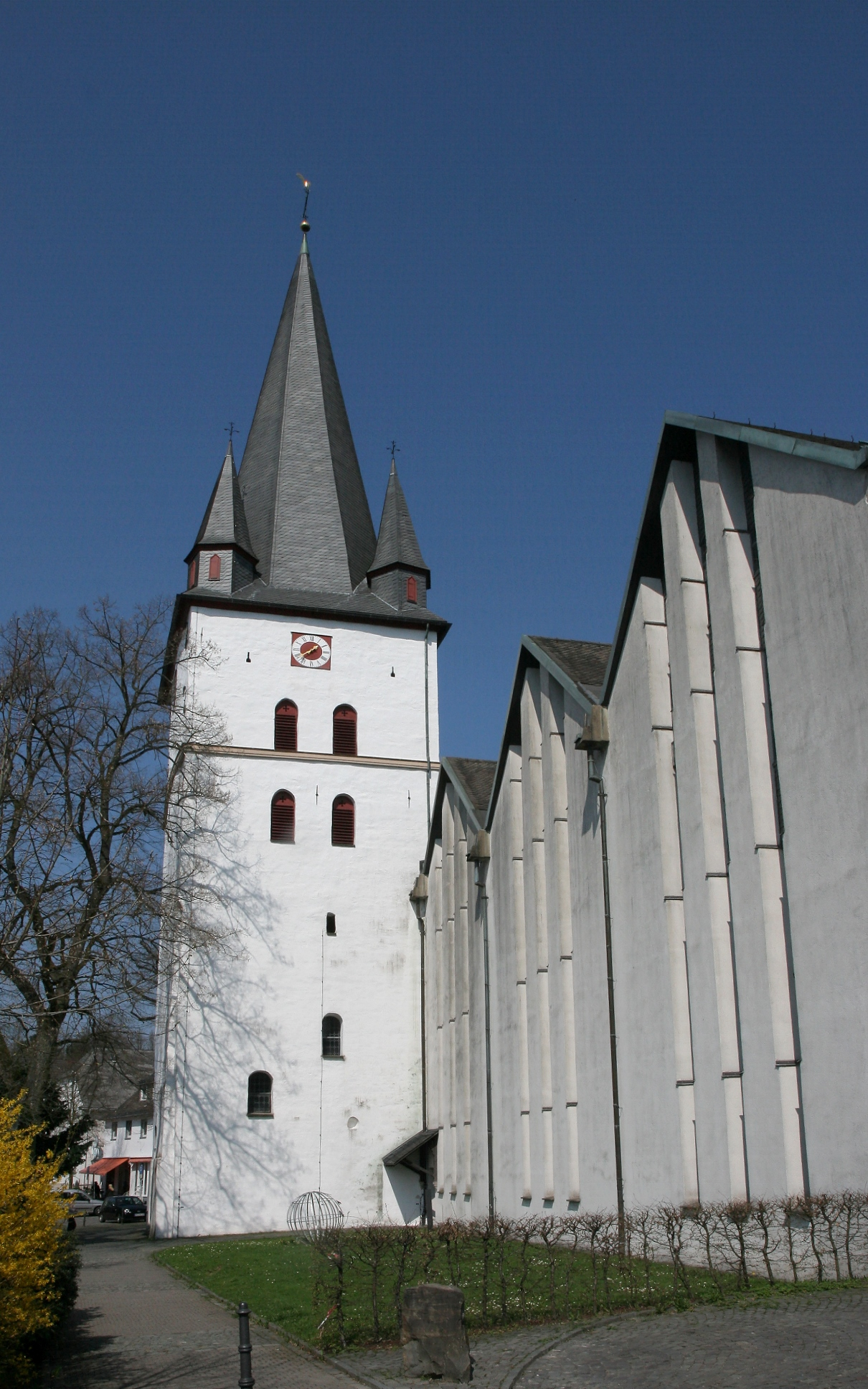
St. Clemens zu Drolshagen

Die Kirche St. Clemens in Drolshagen geht wahrscheinlich auf das 10. oder 11. Jahrhundert zurück. Erweitert wurde die Kirche im 13. Jahrhundert. In den 1960er Jahren wurde ein moderner Anbau angefügt.

## Architektur

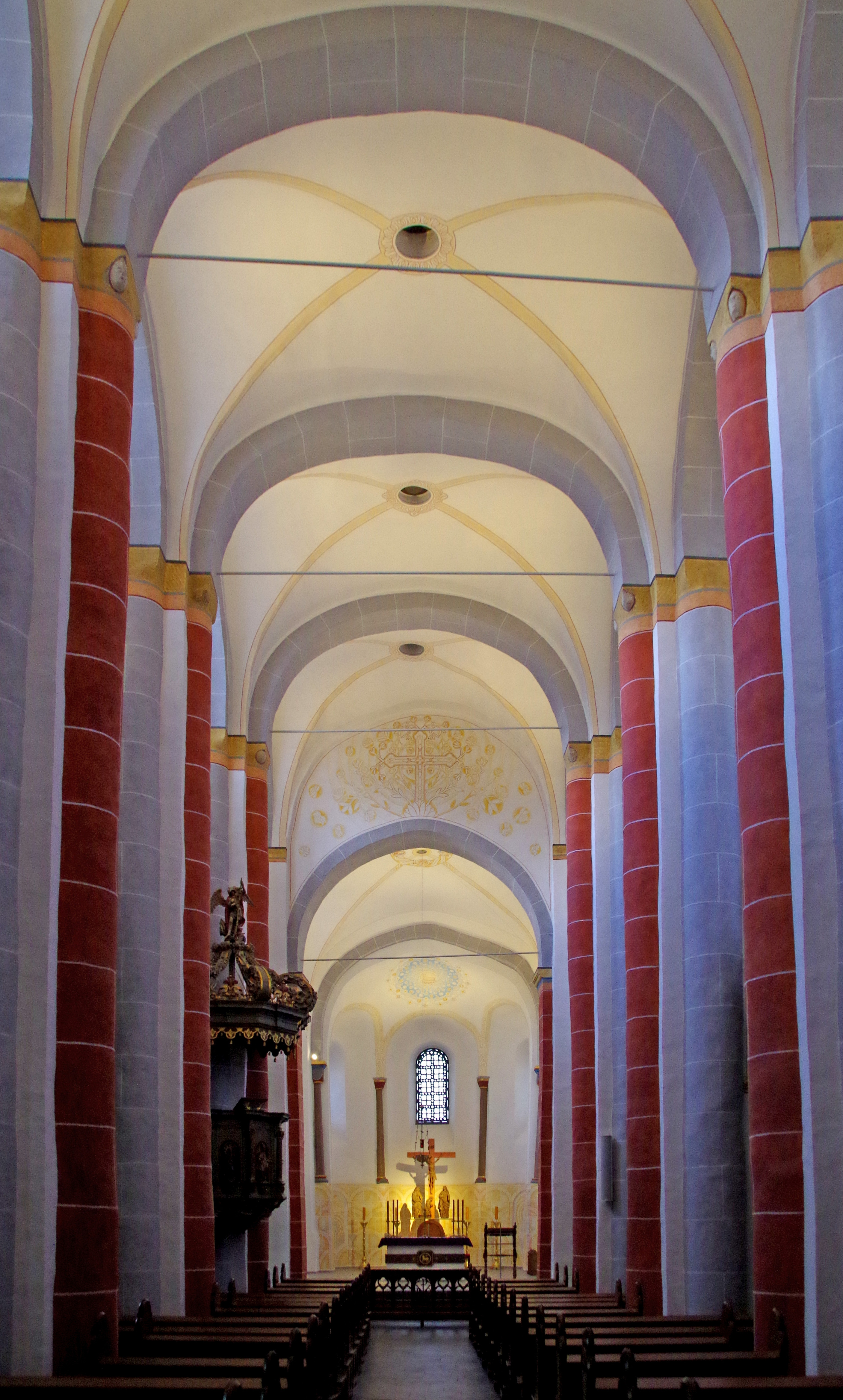
Mittelschiff mit Blick zum Altar (2020)

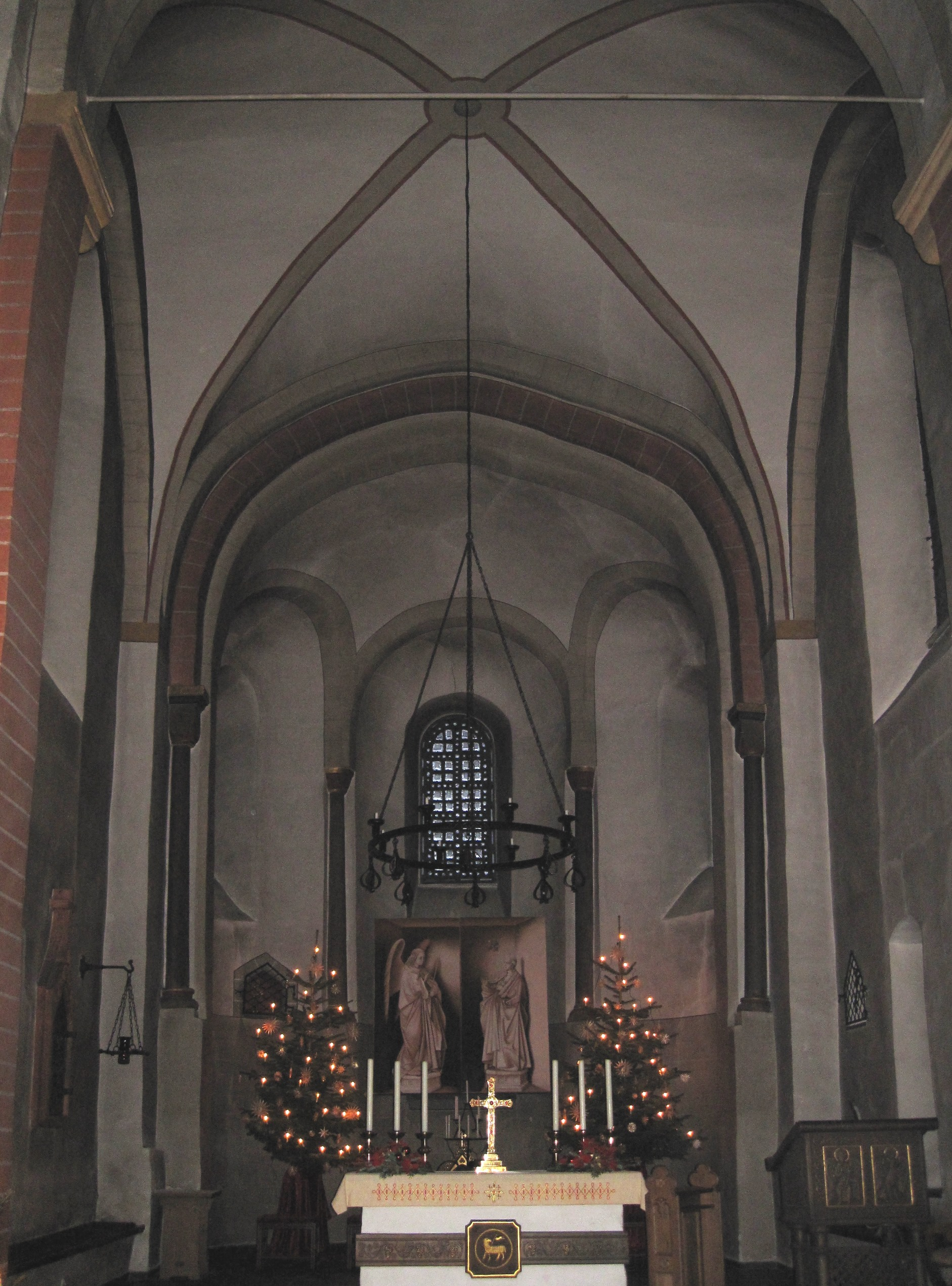
Altarraum im alten Teil der Kirche (2013)

Die Kirche liegt am Rand des alten Ortskerns von Drolshagen. Der Bau besteht aus verputztem Bruchstein und wirkt nach außen schlicht. Die erste Kirche an dieser Stelle soll auf Erzbischof Anno II. zurückgehen. Eine bei Restaurierungsarbeiten gefundene Münze stammt aus der Zeit von Otto III., was die recht frühe Entstehung bestätigen könnte. Die erste Kirche war eine flach gedeckte Saalkirche mit einer halbrunden Apsis. Nach der Gründung des Zisterzienserinnenklosters im Ort im Jahr 1235 wurde die Kirche zu einer Basilika im romanischen Stil umgebaut. Sie diente nunmehr als Pfarr- und Klosterkirche. Der Pfarrer wurde seither vom Kloster bestimmt.
Die Mauern der bisherigen Kirche wurden in die Höhe gezogen. Starke Pfeiler tragen seither ein Gewölbe. Es handelt sich um ein Kreuzgewölbe mit Graten. Durch den Anbau von Seitenschiffen wurde die bisherige Kirche zum Mittelschiff. In den Seitenschiffen gibt es jeweils eine Wandapside. Ein Querhaus ist nicht vorhanden. Später wurde der Chorbereich angebaut. Dieser ist einjochig und in Kleeblattform. Die Kalotte des Chores wird von vier Säulen aus Kalksinter (Aquäduktenmarmor) gestützt. Die Fenster und Eingänge sind rundbogig und wurden später teilweise erweitert. Es handelt sich insgesamt um eine dreischiffige, fünfjochige Pfeilerbasilika.
Die Kirche, die den rheinischen Prozessionsbasiliken ähnelt, zählt zu den wenigen ihrer Art, die bis heute weitgehend erhalten sind. Der Typ der Basilika war zur Bauzeit im Sauerland nicht ungewöhnlich. Vergleichbar ist etwa die St. Dionysius in Thülen oder St. Cyriakus in Berghausen. Allerdings dominierte später der Typ der westfälischen Hallenkirche.
Gemäß den Regeln des Zisterzienserordens war die Kirche zunächst ohne Turm. Der Turm kam im Zuge des Baus der Stadtbefestigung hinzu und diente auch als Wehrturm. Darauf deuten Schießscharten in den oberen Stockwerken hin. Er schließt sich im Westen an die Kirche an. Der Helm des Turmes mit den auffälligen vier Ecktürmchen stammt aus dem Jahr 1874.
Mit dem Wachstum der Gemeinde wurde die Kirche im 20. Jahrhundert zu klein. In den 1960er Jahren wurde die Kirche durch einen modernen Anbau beträchtlich erweitert. Geplant wurde der Anbau vom Kölner Architekten Karl Band. Geweiht wurde der Anbau 1969 durch Kardinal Lorenz Jaeger. Die Gottesdienste finden weitgehend im neuen Kirchenteil statt.
2016 begann mit der Renovierung des romanischen Teils die großangelegte Renovierung der alten und neuen Kirche. Sie wurde von den Architektinnen Clemens & Maas, Arnsberg geleitet. Der alte romanische Teil wurde von dem Künstler Clemens Hillebrand in den drei Apsiden und im Triumphbogen neu ausgemalt. In der Kalotte der mittleren Apsis wurde 2016 eine abstrahierte Version der Apokalypse, ein himmlisches Jerusalem gemalt, im Triumphbogen vor dem Chor ein Kreuz als Lebensbaum. Im unteren Bereich der linken Apsis wurden, eingefügt in eine abstrakt, ornamentale Malerei, verschiedene Stationen aus dem Marienleben neu dargestellt, wie die Verkündigung Mariens, die Heimsuchung, eine Weihnachtsdarstellung, die Hochzeit zu Kana und Pfingsten. Im unteren Bereich der rechten Apsis, ebenfalls in die ornamentale Malerei integriert, die Gründung dieser Kirche durch Anno von Köln, ein Bezug zu Bernhard von Clairvaux, und zu dem Schutzpatron der Kirche, St. Clemens, sowie zu Maria Theresia Bonzel von Olpe und Emilie Engel aus Husten bei Drolshagen. In den beiden Seitenapsiden wurden die vormals zugemauerten Fenster neu geöffnet und nach Entwürfen von Clemens Hillebrand aus Bernsteinonyx neu gestaltet. Dieser Teil der Renovierung wurde gegen Ende des Jahres abgeschlossen und am 5. Dezember 2016 in einer feierlichen Messe durch den Kölner Weihbischof Manfred Melzer neu eingeweiht.
Anfang 2018 wurde der Wetterhahn von der Kirchturmspitze geweht. Nach einer Restaurierung wurde die damals etwa 100 Jahre alte Kupferfigur wieder angebracht.
2016 begann eine Gesamtsanierung der St. Clemens Basilika Drolshagen mit deren Fertigstellung 2021, am Pfingstsonntag desselben Jahres auch das neue Altarbild des Esloher Künstlers Thomas Jessen erstmals der Gemeinde präsentiert wurde.

## Ausstattung

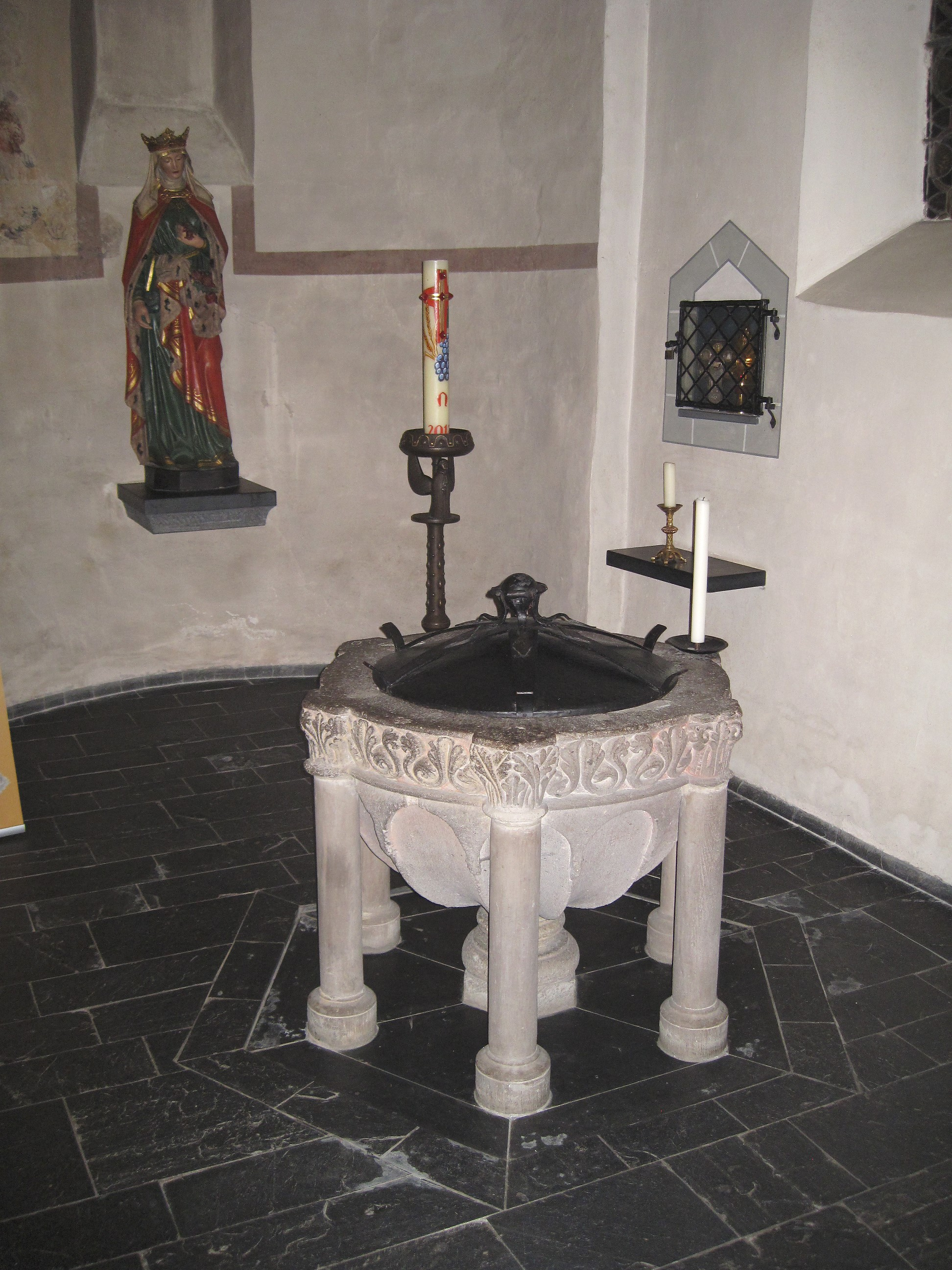
Taufstein aus dem 13. Jahrhundert (2013)

Zur Innenausstattung gehört ein Taufstein aus dem 13. Jahrhundert. Er steht in der südlichen Seitenschiffapside und ist aus Trachytgestein gefertigt. Dieses stammt wohl aus dem Siebengebirge. Das Becken wird von sechs Säulen getragen. Eine 85 cm hohe Pietà im gotischen Stil steht heute hinter dem Taufstein. Sie stammt aus dem 15. Jahrhundert und wurde aus Lindenholz geschnitzt.
Bei der Restaurierung der alten Kirche wurden auch Malereien freigelegt, die sich möglicherweise auf die Zeit des ersten Kirchenbaus datieren lassen. Die Malereien befinden sich hinter dem Sebastianus-Altar. Zu erkennen ist ein Säulenmotiv. Weitere Malereien stammen aus dem 15. Jahrhundert. Sie zeigen den heiligen Stephanus.
Zur Ausstattung gehört eine Kanzel aus dem 18. Jahrhundert im Stil des Barock. Geschmückt ist sie mit Figuren der Evangelisten und des heiligen Clemens. Ebenfalls aus dem 18. Jahrhundert stammt eine Kreuzigungsgruppe. Sie befindet sich im Chor im Altbau. Aus derselben Zeit ist der Sebastianus-Altar. Dieser befindet sich in der nördlichen Seitenschiffapside. Diese drei Werke sollen von J. N. Düringer stammen. Weitere Statuen aus dem 18. Jahrhundert stellen den heiligen Clemens und Maria dar. Neben dem modernen Altar des Anbaus befinden sich zwei Ölgemälde mit Heiligenmotiven auf Holzuntergrund aus dem Jahr 1617.
Der Kreuzweg in der Kirche ist von Anton Mormann geschaffen worden. Bei den Umbauarbeiten in den 1960er Jahren sind allerdings sieben der ursprünglich 14 Stationen zerstört worden. 2016 wurden Überreste der verschollenen Stationen wiederentdeckt und ausgegraben.

## Orgeln

### Alter Kirchenbau

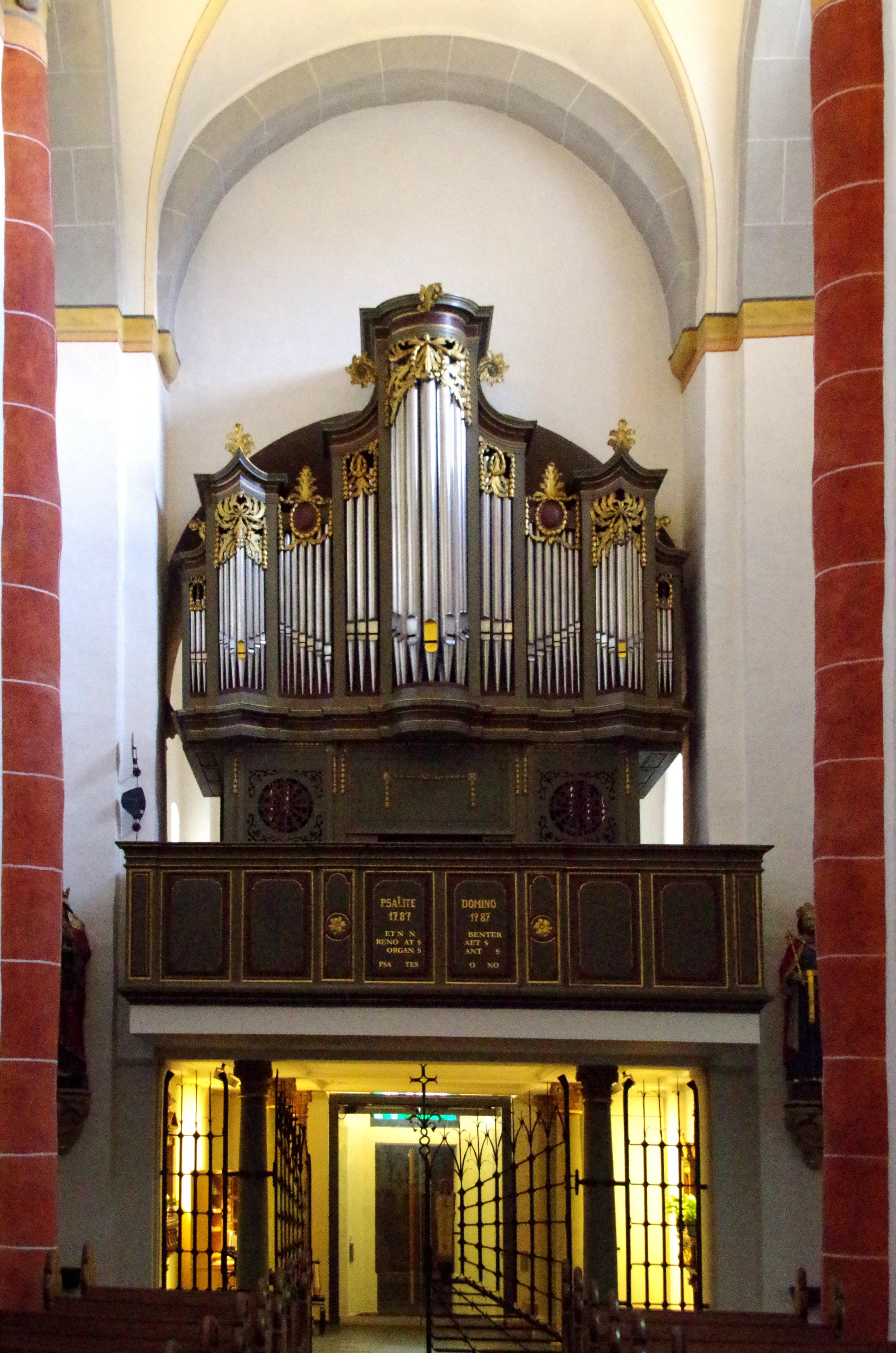
Historische Orgel (1787/2018)

Die Kirche hat zwei Orgeln. Eine historische Orgel befindet sich im alten Kirchenbau. Sie stammt aus dem Spätbarock, wurde 1787 von den Gebr. Kleine aus Freckhausen gebaut, 1987 restauriert und 2018 von Orgelbau Eisenbarth aus Passau, unter Verwendung alter Teile, neu errichtet.
| I Hauptwerk C–g3 |              |        |
| 1.               | Principal    | 08′    |
| 2.               | Hohlflöte    | 08′    |
| 3.               | Gedeckt      | 08′    |
| 4.               | Octave       | 04′    |
| 5.               | Gemshorn     | 04′    |
| 6.               | Quinte       | 02 ⁄3′ |
| 7.               | Octave       | 02′    |
| 8.               | Flöte        | 02′    |
| 9.               | Mixtur IV    | 01 ⁄3′ |
| 10.              | Trompete     | 08′    |
| 11.              | Clarino      | 04′    |
|                  | Glockenspiel |        |

| II Schwellwerk C–g3 |                       |         |
| 13.                 | Suavial               | 08′     |
| 14.                 | Rohrflöte             | 08′     |
| 15.                 | Gamba                 | 08′     |
| 16.                 | Vox caelestis (ab c0) | 08′     |
| 17.                 | Principal             | 04′     |
| 18.                 | Flöte                 | 04′     |
| 19.                 | Nasat                 | 02 ⁄3′  |
| 20.                 | Waldflöte             | 02′     |
| 21.                 | Terz                  | 01 3⁄5′ |
| 22.                 | Quint                 | 01 ⁄3′  |
| 23.                 | Sifflöte              | 01′     |
| 24.                 | Oboe                  | 08′     |
|                     | Tremolo               |         |

| Pedalwerk C–f1 |               |     |
| 25.            | Principalbass | 16′ |
| 26.            | Subbass       | 16′ |
| 27.            | Offenbass     | 08′ |
| 28.            | Gedecktbass   | 08′ |
| 29.            | Choralbass    | 04′ |
| 30.            | Fagott        | 16′ |
| 31.            | Trompete      | 08′ |

- Koppeln: I/I (Suboktavkoppel), II/I (auch als Suboktavkoppel), II/II (Suboktavkoppel), I/P, II/P.

### Anbau

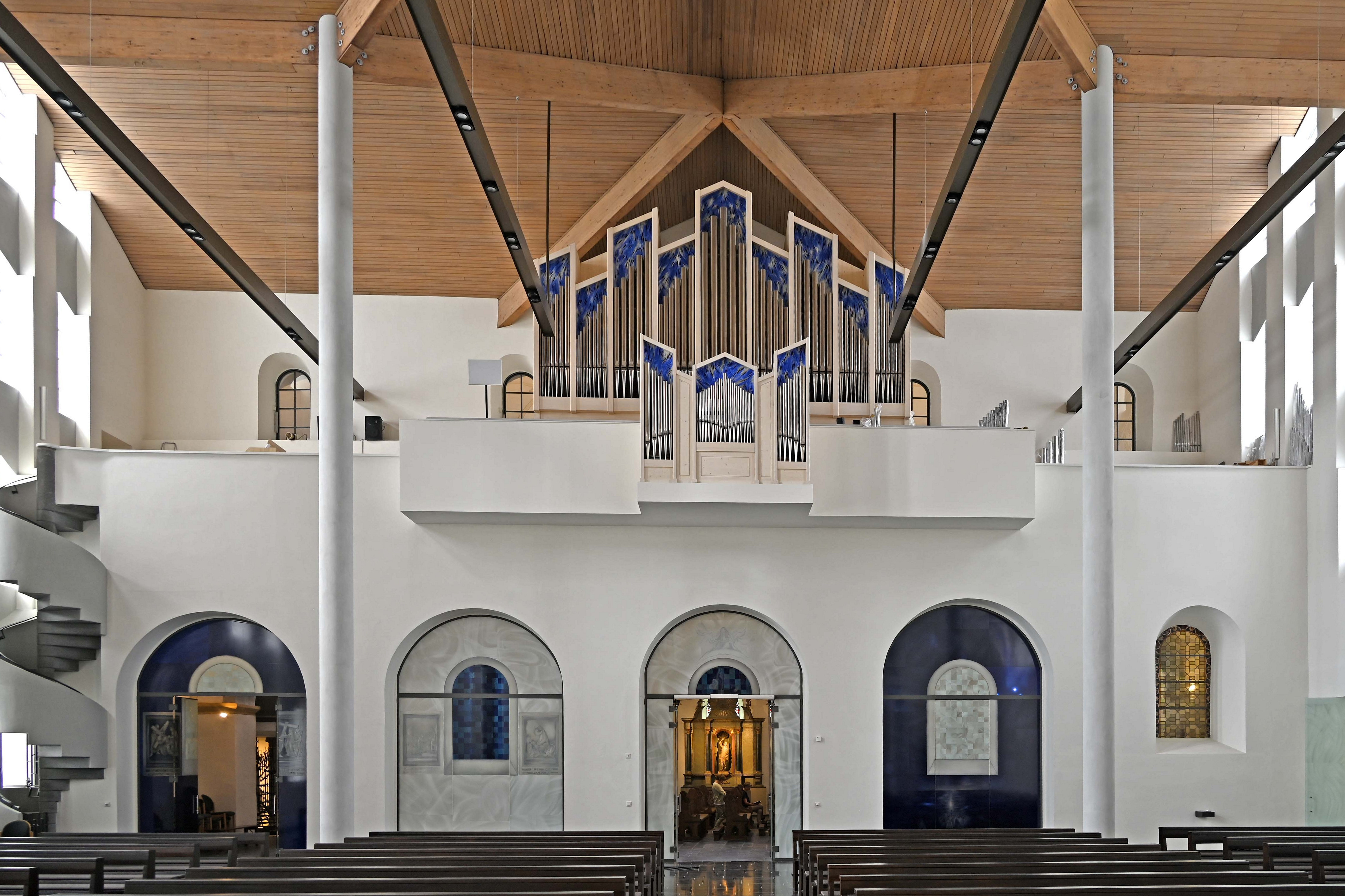
Eisenbarth-Orgel (2022)

Die neue Orgel im Anbau wurde 2022 von Fa. Orgelbau Eisenbarth erbaut. Sie befindet sich auf einer Empore und fügt sich in die Architektur der Holzdecke ein. Das vorherige Instrument aus den 1960er Jahren wies deutliche Mängel auf und musste ersetzt werden. Heute hat die neue Eisenbarth-Orgel 34 Register.
| I Hauptwerk C–g3 |                  |        |
| 1.               | Bourdon          | 16′    |
| 2.               | Principal        | 08′    |
| 3.               | Flûte harmonique | 08′    |
| 4.               | Gamba            | 08′    |
| 5.               | Octave           | 04′    |
| 6.               | Spitzflöte       | 04′    |
| 7.               | Doublette        | 02′    |
| 8.               | Mixtur III       | 01 ⁄3′ |
| 9.               | Trompette        | 08′    |
|                  | Glocken          |        |

| II Rückpositiv C–g3 |            |       |     |
| 10.                 | Rohrflöte  | 8′    | (h) |
| 11.                 | Amorosa    | 8′    |     |
| 12.                 | Praestant  | 4′    | (h) |
| 13.                 | Flöte      | 4′    | (h) |
| 14.                 | Blockflöte | 2′    | (h) |
| 15.                 | Quinte     | 1 ⁄3′ | (h) |
| 16.                 | Cimbel III | 1′    |     |
| 17.                 | Krummhorn  | 8′    | (h) |
|                     | Tremolo    |       |     |

| III Schwellwerk C–g3 |                      |        |
| 18.                  | Geigenprincipal      | 8′     |
| 19.                  | Gedeckt              | 8′     |
| 20.                  | Salicional           | 8′     |
| 21.                  | Unda maris (ab cº)   | 8′     |
| 22.                  | Flûte traversière    | 4′     |
| 23.                  | Nazard               | 2 ⁄3′  |
| 24.                  | Octavin              | 2′     |
| 25.                  | Tierce (ab gº)       | 1 3⁄5′ |
| 26.                  | Trompette harmonique | 8′     |
| 27.                  | Hautbois             | 8′     |
|                      | Tremolo              |        |

| Pedalwerk C–f1 |                           |     |     |
| 28.            | Principalbass             | 16′ | (h) |
| 29.            | Subbass                   | 16′ |     |
| 30.            | Gedecktbass (Ext. Nr. 29) | 08′ |     |
| 31.            | Octavbass                 | 08′ |     |
| 32.            | Choralbass (Ext. Nr. 31)  | 04′ |     |
| 33.            | Bombarde                  | 16′ |     |
| 34.            | Trompette (Ext. Nr. 33)   | 08′ |     |

- Koppeln
  - Normalkoppeln: II/I, III/I, III/II, I/P, II/P, III/P
  - Sub- und Superoktavkoppeln: jeweils III/I, III/II, III/III
  - Sonstige Koppeln: Äquallage ab (III)
- Spielhilfen: Setzeranlage mit 10000 Kombinationen, Touchscreen, Midi-Anlage.
- Anmerkungen

(h) = Register aus der alten Orgel

## Glocken
Von dem ehemaligen sechsstimmigen Gussstahl-Geläut aus den Jahren 1922 und 1947 hat man die große Christ-König-Glocke übrig gelassen. 1993 goss die Glockengießerei Petit & Gebr. Edelbrock sechs kleinere, kunstvoll verzierte Glocken aus Bronze hinzu. Das siebenstimmige Geläut mit seinen über 14 Tonnen Gesamtgewicht zählt zu den größten Geläuten Westfalens. Es hängt in einem monumentalen Betonglockenstuhl.
Zwei der ausgebauten Stahlglocken, die der Bochumer Verein als Ersatz für die im Krieg beschlagnahmten Original-Glocken goss, stehen als Denkmäler vor der Kirche.
| Nr. | Name                         | Gussjahr    | Gießerei                | Ø (mm) | Masse (kg) | Schlagton (HT-16tel) | Anmerkungen                     |
| --- | ---------------------------- | ----------- | ----------------------- | ------ | ---------- | -------------------- | ------------------------------- |
| 01  | Christus-König               | 1947        | Bochumer Verein         | 2.378  | 5.300      | g0 +4                | Gussstahl                       |
| 02  | Dreikönigen                  | 1993        | Petit & Gebr. Edelbrock | 1.805  | 3.847      | a0 +5                | Bronze                          |
| 03  | Hosianna                     | 1993        | Petit & Gebr. Edelbrock | 1.517  | 2.255      | c1 +7                | Bronze                          |
| 04  | Clemens                      | 1993        | Petit & Gebr. Edelbrock | 1.322  | 1.445      | d1 +6                | Bronze                          |
| 05  | Petrus, Paulus und Sebastian | 1993        | Petit & Gebr. Edelbrock | 1.273  | 1.440      | e1 +6                | Bronze                          |
| 06  | Maria                        | 1993        | Petit & Gebr. Edelbrock | 1.075  | 0.868      | g1 +8                | Bronze                          |
| 07  | Josef                        | 1993        | Petit & Gebr. Edelbrock | 0.973  | 0.650      | a1 +6,5              | Bronze                          |
| 08  | Große Kleppglocke            | 1938        | Petit & Gebr. Edelbrock | 0.431  | 0.050      | a2 −1                | Bronze; hängt im Dachreiter     |
| 09  | Kleine Kleppglocke           | 1993        | Petit & Gebr. Edelbrock | 0.403  | 0.043      | h2 ±0                | Bronze; hängt im Dachreiter     |
| 10  | Uhrenglocke                  | (?)1874 (?) | unbekannt               | 0.200  | 0.015      |                      | Bronze; hängt in der Turmspitze |